# Brynolf Karlsson
Brynolf Karlsson, född cirka 1351, död troligen 1430, var en svensk präst och biskop.
Brynolf Karlssons släktförhållanden är okända, han förde ett annars okänt vapen med tre horn. 1375 blev han kanik i Skara, och bedrev därefter studier vid universitetet i Paris där han 1379 blev baccalaureus in artibus och 1380 magister. 1382 blev Brynolf Karlsson vald till anglikanska nationens prokurator, men avsade sig uppdraget, troligen på grund av att han utsetts till domprost i Skara. Som domprost blev han efterhand en mycket betydande medhjälpare till biskopen. 
Han inkallades även i rådet, som han tillhörde åtminstone 1396 och 1397. 1404 träffades en överenskommelse enligt vilken biskop Torsten mot livstids underhåll nedlade sitt ämbete och Brynolf Karlsson trädde i hans ställe. Brynolf inhämtade själv i Rom 1405 påvens stadfästelse på sin utnämning. Redan 1402 hade han dock kallats biskop, så det är möjligt att han redan tidigare vigts till biskop innan han erhöll påvens stadfästelse. Under sin tid i Rom utverkade han bland annat påvens tillstånd att anslå fattigtionden i stiftet till kanikernas underhåll. Om hans gärningar i övrigt vet man mycket lite. 
Han donerade gården Brynolfsboda (Brunsbo) till kyrkan, och har utfärdat ett antal bevarade avlatsbrev. Hos påven beklagade han sig över att inbördeskriget mellan Albrekt och Margareta ödelagt hans stift och att många församlingar varit tvungna att slås ihop då de ensamma inte klarade av att underhålla sina präster. 
Brynolf stod på god fot med Margareta, fast han under striden om Strängnäs biskopsstol 1409-10 tog parti mot Margaretas kandidat Andreas Johannis och tillsammans med biskoparna i Linköping och Västerås bannlyste denne 1410. Efter Margaretas död gav han henne i ett brev ett odelat positivt omdöme om hennes regering. Under räfstetingen i början av Erik av Pommerns regering tog Brynolf del och satt med i tingen i Skara stift. Han deltog även i provincialkonsilierna i Arboga 1412, 1417 och 1423. 1417 var abboten Hans i Alvastra instämd för att i ett brev till Brynolf liknat Erik av Pommern vid kejsar Nero. 
Ett viktigt mål för hans kyrkliga verksamhet var att få Brynolf Algotsson helgonförklarad. Då Konciliet i Konstanz på begäran av kung Erik förordnat om undersökning av Brynolf Algotssons liv framträdde Brynolf Karlsson 1417 som vittne. 
1424 avgick Brynolf Karlsson som biskop, enligt vissa uppgifter skall han ha avlidit 1430.